# Gigantengrab Su Picante
Das restaurierte Gigantengrab Su Picante liegt zwischen Irgoli und Capo Comino, südlich von Siniscola auf einer Hochebene der Region Jorghi Ufrattu, im Tal des Rio Caddare in der Provinz Nuoro auf Sardinien.
Die in  Sardu Tumbas de sos zigantes und (italienisch Tombe dei Giganti) (plur.) genannten Bauten sind die größten pränuraghischen Kultanlagen Sardiniens und zählen europaweit zu den spätesten Megalithanlagen. Die meisten der 321 bekannten Gigantengräber sind Monumente der bronzezeitlichen Bonnanaro-Kultur (2.200–1.600 v. Chr.), die Vorläufer der Nuraghenkultur ist.

## Typenfolge
Baulich treten Gigantengräber in zwei Varianten auf. Die Anlagen mit Portalstelen und monolithischer Exedra gehören zum älteren Typ. Bei späteren Anlagen besteht die Exedra statt aus monolithischen Blöcken aus einer in der Mitte deutlich erhöhten Quaderfassade aus bearbeiteten und geschichteten Steinblöcken. 

## Beschreibung
Das Gigantengrab Su Picante gehört zu den orthostatischen Gräbern, obwohl von der Exedra wenig Originalteile erhalten sind. Es besteht aus einem rechteckigen Kammerteil aus in Reihen angeordneten Blöcken, der durch nur teilweise überstehende Platten bedeckt ist. Von der Frontseite der Exedra sind noch 12 Orthostaten in situ bewahrt. Auf der Rückseite sind Reste einer Art Mauer bewahrt, die den imposanten Erdhügel gestützt hat. Im Allgemeinen werden Gräber dieser Art durch eine Portalstele in der Mitte der bogenförmigen Exedra gekennzeichnet. Von diesem Element, das bei anderen Anlagen oft als einziges erhalten ist, wurde hier keine Spur gefunden. Es ist daher nicht auszuschließen, dass in diesem Fall am Zugang eine andere Lösung bestand. Das Grab hat keine vollkommen regelmäßige Struktur, da es der Kontur des Felsbodens mit schrägen vorspringenden Elementen folgt. 

Gigantengrab Su Picante
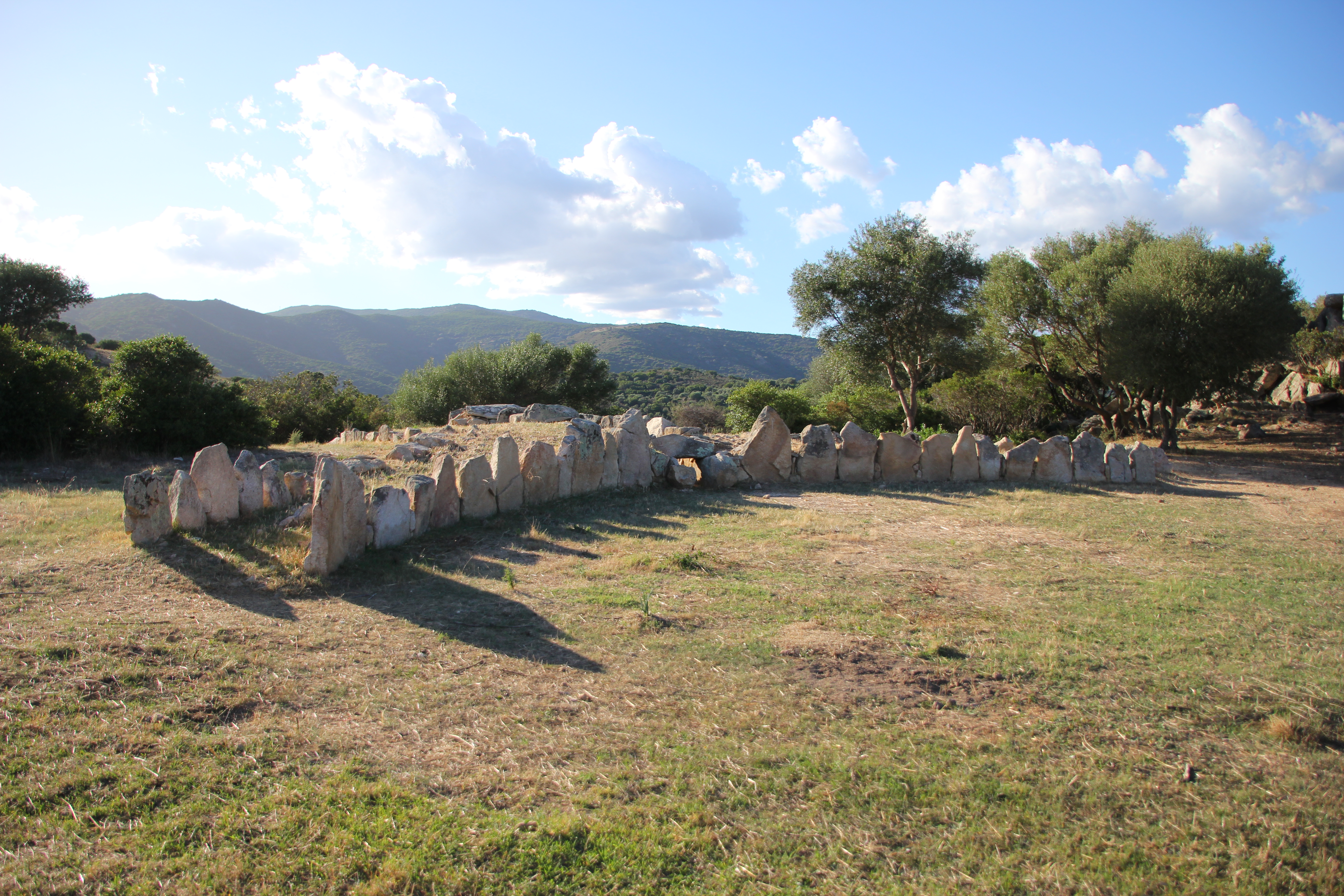
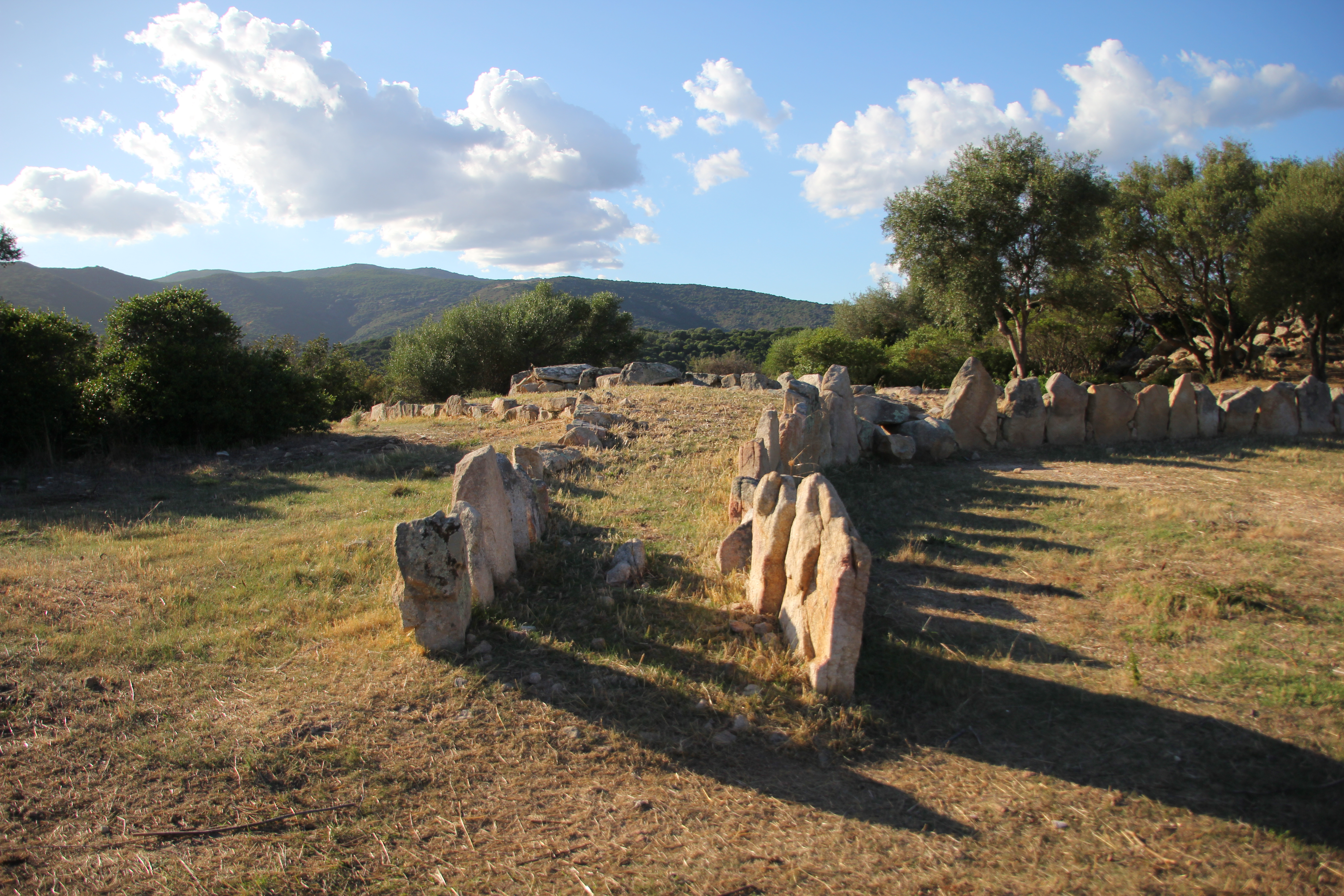
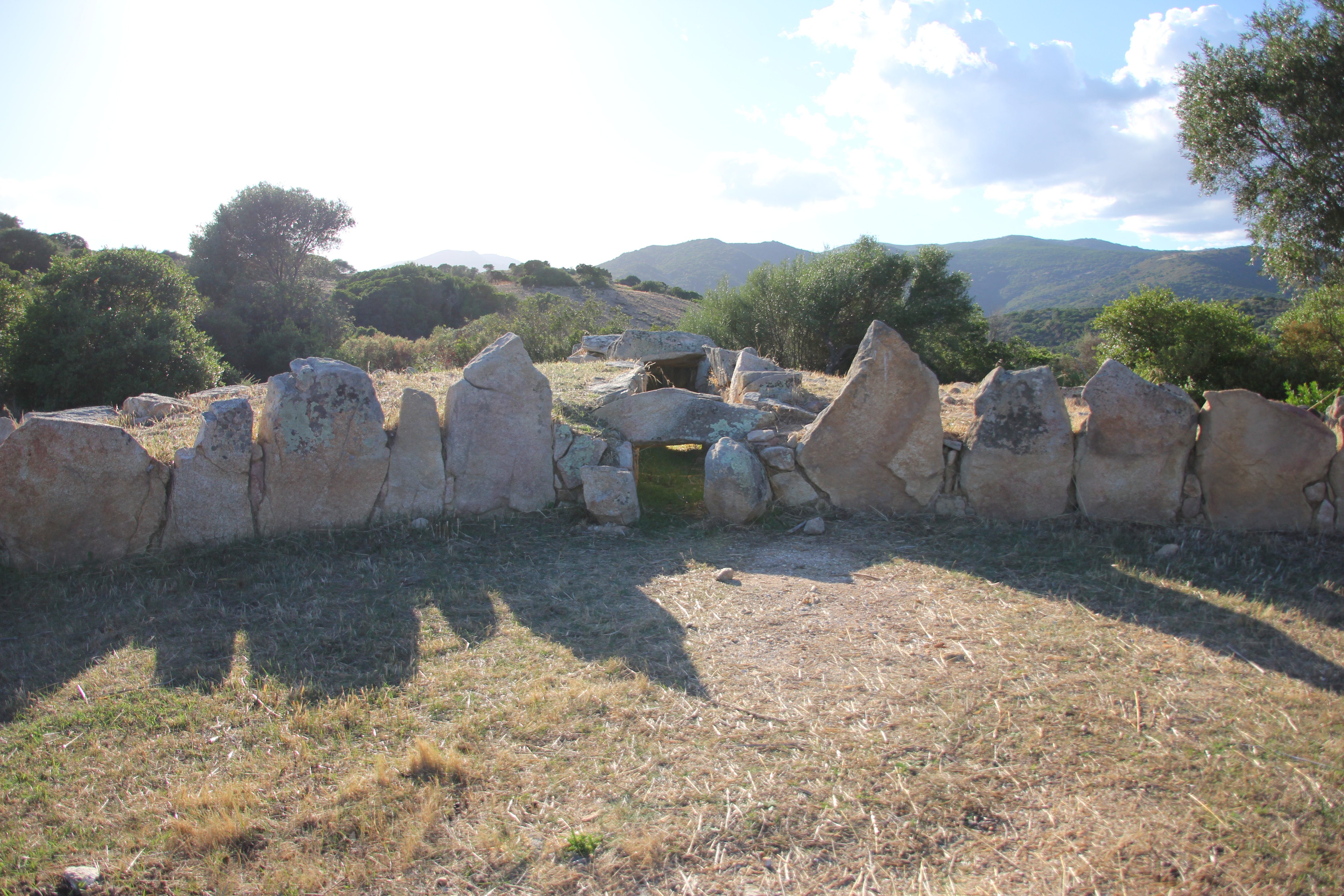
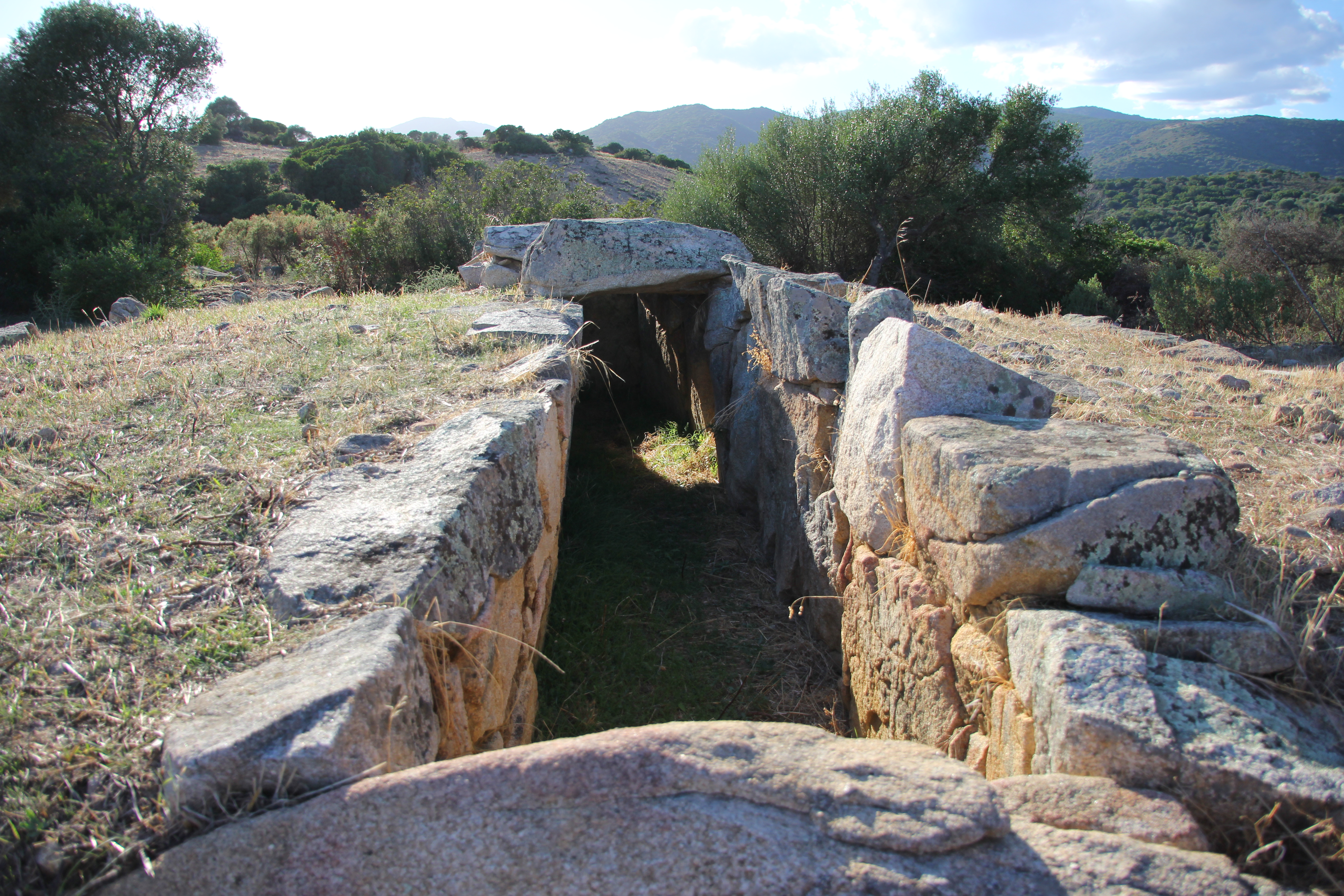
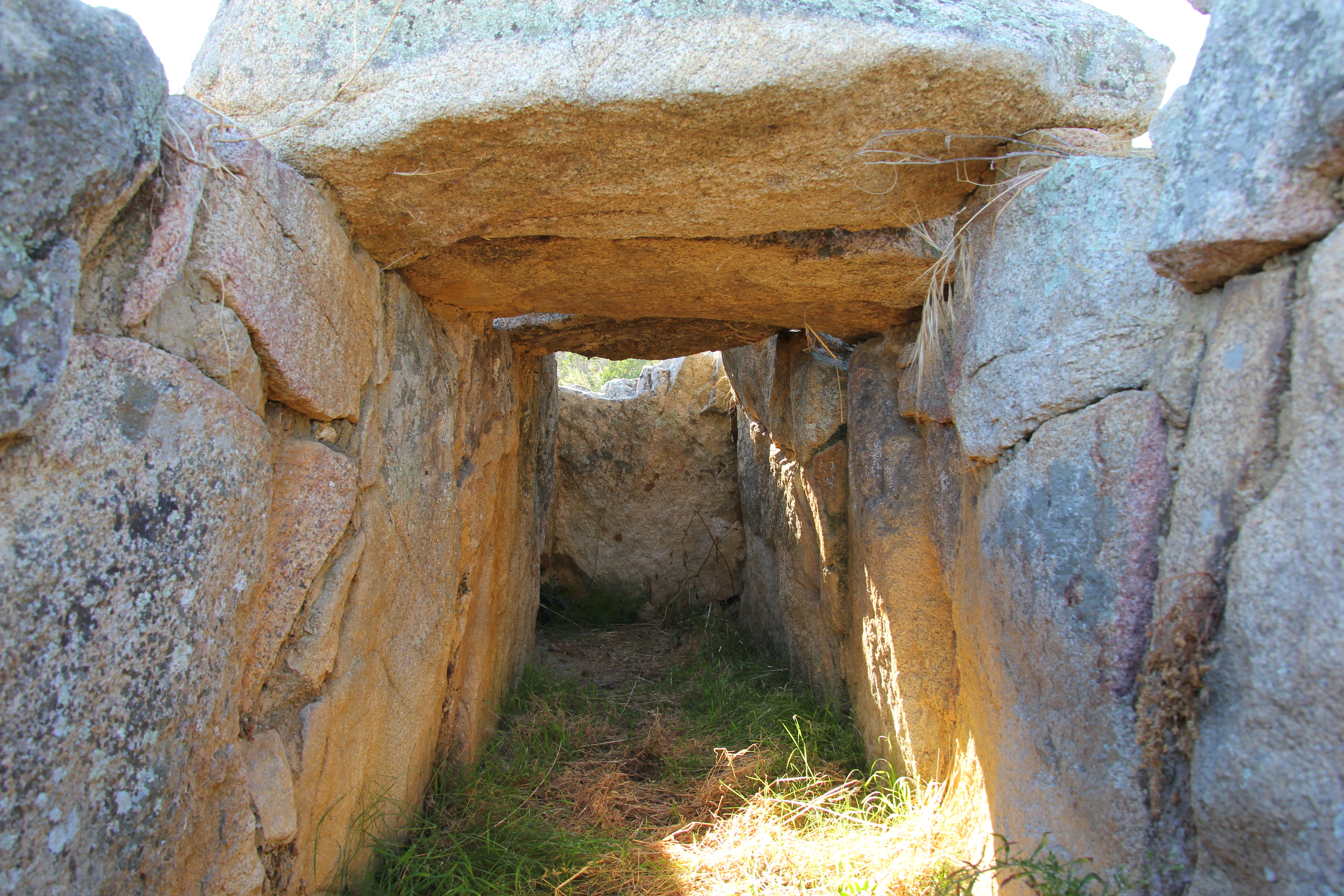
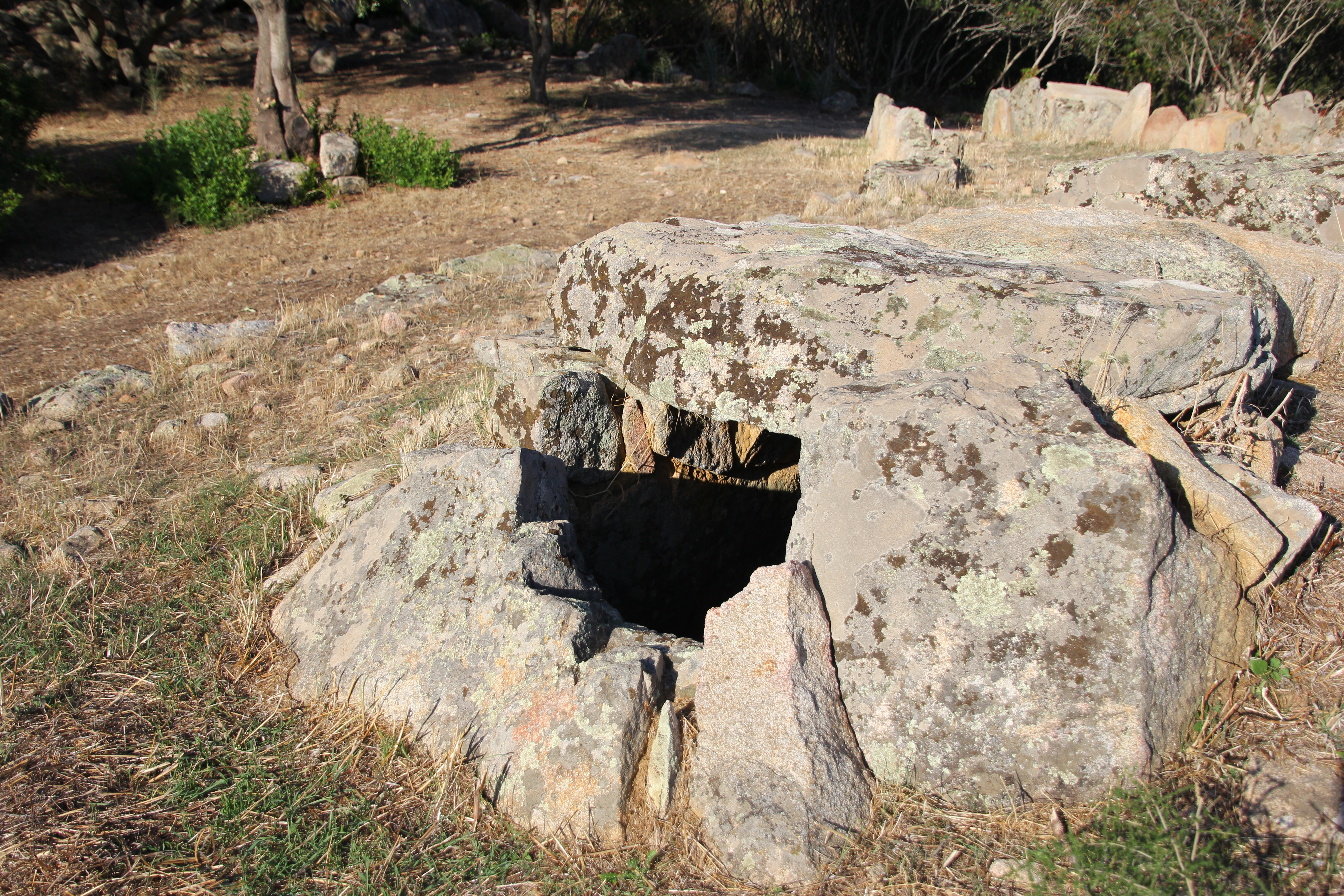
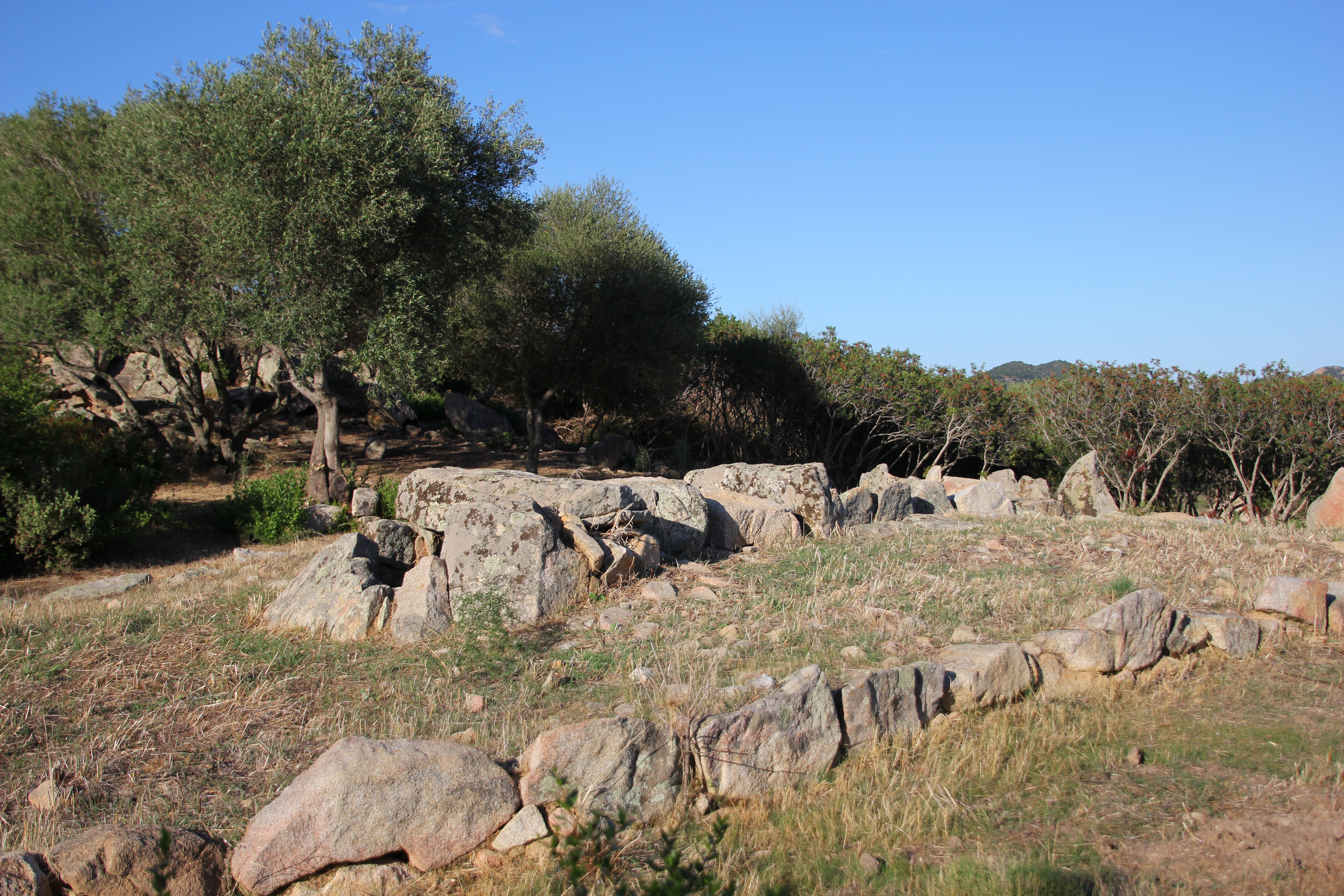
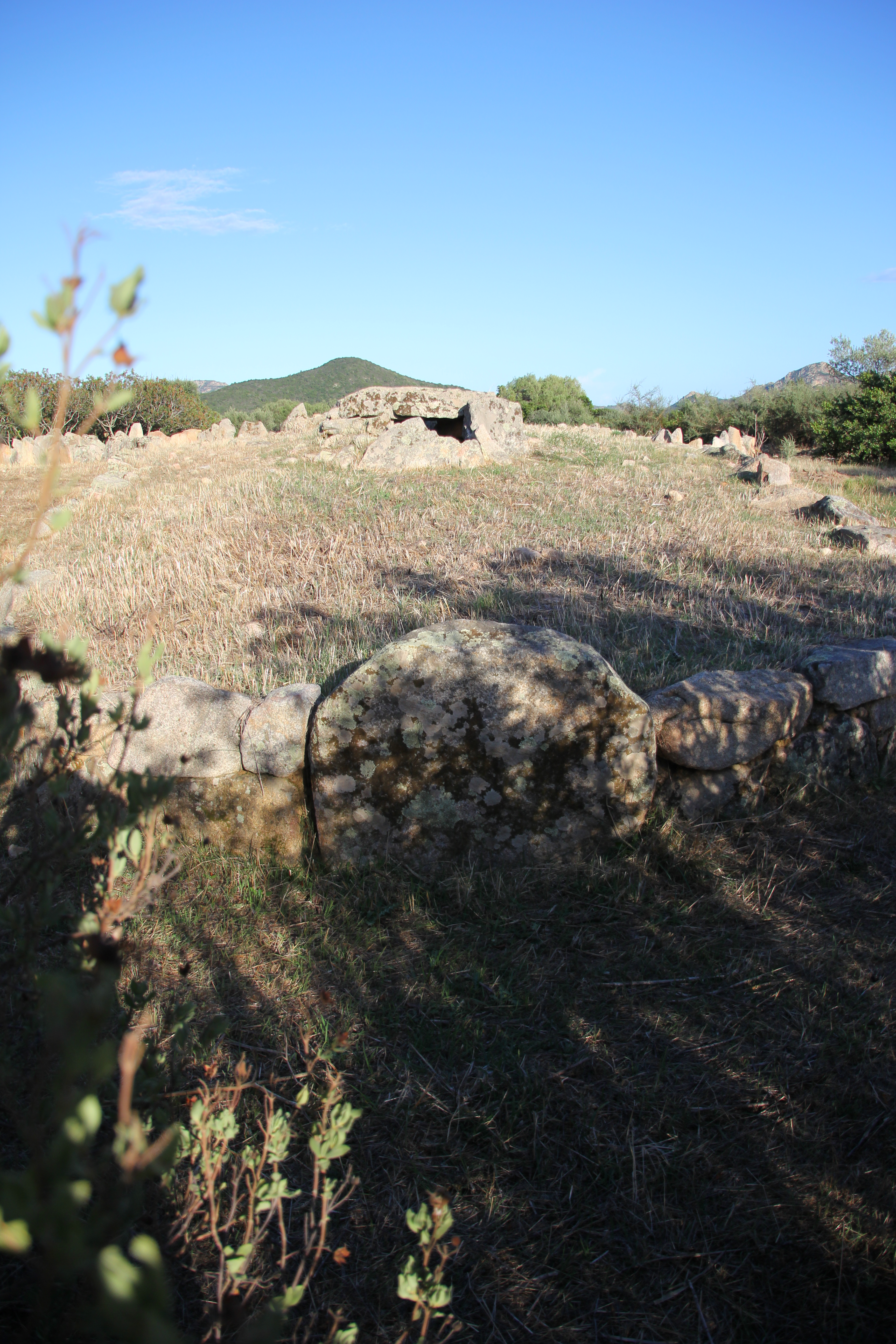

Ausgehend von den Materialien stammt die Anlage aus der mittleren Bronzezeit, genauer aus der Sa-Turricula-Phase der Bonnanaro-Kultur.
Die archäologische Stätte Su Notante mit ihrem Brunnenheiligtum liegt an den Hängen des Monte e’ Senes bei Irgoli.